# تشيف بندر
تشيف بندر (بالإنجليزية: Chief Bender)‏ هو لاعب كرة قاعدة أمريكي، ولد في 5 مايو 1884 في برينرد في الولايات المتحدة، وتوفي في 22 مايو 1954 في فيلادلفيا في الولايات المتحدة بسبب سرطان البروستاتا.

## وصلات خارجية
- تشيف بندر على موقع دوري كرة القاعدة الرئيسي (الإنجليزية)
- تشيف بندر على موقعبيزبول رفرنس.كوم (الدوري الرئيسي) (الإنجليزية)
- تشيف بندر على موقعبيزبول رفرنس.كوم (الدوري الثانوي) (الإنجليزية)
- تشيف بندر على موقع جمعية أبحاث البيسبول الأمريكية (الإنجليزية)
- تشيف بندر على موقع مشجعي الرسوم البيانية (الإنجليزية)
- تشيف بندر على موقع قاعة مشاهير كرة القاعدة (الإنجليزية)
- تشيف بندر على موقع الموسوعة البريطانية (الإنجليزية)